# Giro d’Italia 2024/16. Etappe
Die 16. Etappe des Giro d’Italia 2024 fand am 21. Mai 2024 statt. Die Streckenführung änderte sich am Etappenstag wegen des Schlechtwetters und führte das italienische Etappenrennen von Laas über 118,4 Kilometer nach St. Christina in Gröden, wo sich das Ziel am Monte Pana auf einer Höhe von 1625 Metern befand. Nach der Etappe hatten die Fahrer insgesamt 2514,2 Kilometer zurückgelegt, was 75,79 % der Gesamtdistanz entspricht. Die Organisatoren der Rundfahrt bewerteten die Schwierigkeit der Etappe mit vier von fünf Sternen.
Ursprünglich hätte die Strecke über das höhere Stilfser Joch führen sollen, das jedoch aufgrund der erhöhten Lawinengefahr aus dem Programm genommen wurde. Am Tag der Etappe wurde auch der als Ersatz hinzugefügte Umbrailpass wegen Schlechtwetter aus dem Programm genommen. Der Etappenstart wurde von Livigno nach Laas verlegt.
Den Etappensieg sicherte sich der Slowene Tadej Pogačar (UAE Team Emirates), der im Rosa Trikot mit einem Vorsprung von 16 Sekunden vor Giulio Pellizzari (VF Group-Bardiani CSF-Faizanè) und Daniel Felipe Martínez (Bora-hansgrohe) das Ziel erreichte. Zugleich baute er seine Führung in der Gesamtwertung weiter aus.

## Streckenverlauf
Aufgrund des schlechten Wetters wurden die ersten 80 Kilometer aus dem Programm genommen, diese hätten über den Passo d’Eira (2210 m), Passo di Foscagno (2291 m) und Umbrailpass (2498 m) ins Etschtal führen sollen.
Der Start erfolgte in Laas das ursprünglich nach rund 80 Kilometern der ursprünglichen Streckenführung passiert hätte werden sollen. Im Etschtal in Richtung Westen fahrend, folgten die Fahrer der Etsch stromabwärts und durchfahren dabei Schlanders, Naturns, Lana, Gargazon und Terlan, ehe in Bozen nach 74,5 Kilometern der erste Zwischensprint ausgefahren wurde. Im Anschluss führte die Strecke leicht ansteigend nach Blumau, wo der Schlussanstieg begann.
Der Schlussanstieg nach St. Christina in Gröden war insgesamt 35,5 Kilometer lang, ließ sich jedoch in mehrere Abschnitte gliedern. Zunächst führte die Strecke über die LS24 und SP64 auf den Panidersattel (1437 m), der 12 Kilometer vor dem Ziel passiert wurde. Der Anstieg wies auf seiner Länge von 23,3 Kilometern eine durchschnittliche Steigung von 4,7 % auf, wobei er unregelmäßig verlief und in drei Abschnitte unterteilt werden konnte. Zunächst führte die LS24 mit rund 7 % nach Völs am Schlern (859 m), wo 28,3 Kilometer vor dem Ziel der zweite Zwischensprint des Tages ausgefahren wurde. Die anschließenden sieben Kilometer wiesen hingegen mit nur rund 2 % einen deutlich niedrigeren Steigungsschnitt auf. Nachdem in Seis am Schlern (1010 m) der dritte Zwischensprint erfolgt war, ging es nach Kastelruth, von wo aus die verbliebenen sechs Kilometer mit rund 7 % auf die Passhöhe des Panidersattels führten, der als Bergwertung der 1. Kategorie klassifiziert worden war. Im Anschluss folgte eine kurze Abfahrt nach St. Ulrich in Gröden, wo die Straße neuerlich zu steigen begann. Für rund 4,5 Kilometer ging es nun bei mäßigen Steigungsprozenten nach St. Christina in Gröden, ehe die Fahrer im Ortszentrum rechts abbogen und die verbliebenen zwei Kilometer des Monte Pana (1625 m) in Angriff nahmen. Nun führte eine enge Straße über vier Kehren zum Zielbereich, wobei die durchschnittliche Steigung bei 11,8 % lag.
|                            | Ort             | Kilometer | Länge (km) | Höhe (m) | Ø Steigung | max. Steigung |
| -------------------------- | --------------- | --------- | ---------- | -------- | ---------- | ------------- |
| Start                      | Laas            | 0         |            |          |            |               |
| Zwischensprint (S)         | Bozen           | 74,5      |            |          |            |               |
| Zwischensprint (I)         | Völs am Schlern | 90,5      |            |          |            |               |
| Zwischensprint (S)         | Seis am Schlern | 97,5      |            |          |            |               |
| Bergwertung (1. Kategorie) | Panidersattel   | 106,5     | 23,3       | 1437     | 4,7 %      | 15 %          |
| Bergwertung (1. Kategorie) | Monte Pana      | 118,7     | 7,6        | 1625     | 6,1 %      | 15 %          |
| Ziel                       | Monte Pana      | 118,4     |            |          |            |               |

## Rennverlauf
Aufgrund des schlechten Wetters wurde der Start von Livigno nach Laas verschoben. Somit wurden der Passo d’Eira (2210 m), Passo di Foscagno (2291 m) und Umbrailpass (2498 m) aus dem Programm genommen. Nach dem Start dauerte es rund 30 Kilometer, ehe sich mit Julian Alaphilippe (Soudal Quick-Step), Mirco Maestri (Polti Kometa), Davide Ballerini (Astana Qazaqstan) und Andrea Piccolo (EF Education-EasyPost) vier Fahrer vom Hauptfeld absetzten. Noch vor dem ersten Zwischensprint übernahm das Movistar Team die Tempoarbeit im Peloton, ehe sich Davide Ballerini in Bozen die meisten Punkte sicherte.
Bereits zu Beginn des Panidersattels zerfiel die Spitzengruppe. Julian Alaphilippe setzte sich von seinen Begleitern ab und überquerte sowohl den Zwischensprint in Völs am Schlern als auch in Seis am Schlern als Erster. Dahinter setzte sich Filippo Fiorelli (VF Group-Bardiani CSF-Faizanè) vom Hauptfeld ab, wurde jedoch nach dem zweiten Zwischensprint, bei dem er hinter Davide Ballerini Dritter wurde, wieder eingeholt. Nachdem alle Ausreißer mit Ausnahme von Julian Alaphilippe eingeholt worden waren, kam es auf den letzten Kilometern des Passo Pinei zu weiteren Angriffen. Schlussendlich lösten sich mit Christian Scaroni (Astana Qazaqstan), Giulio Pellizzari (VF Group-Bardiani CSF-Faizanè) und Ewen Costiou (Arkéa-B&B Hotels) drei Fahrer vom stark reduzierten Hauptfeld, in dem nun das UAE Team Emirates die Tempoarbeit übernommen hatte. Mit Romain Bardet (dsm-firmenich PostNL) war zudem ein Fahrer, der in den Top 10 der Gesamtwertung platziert war, abgehängt worden. Julian Alaphilippe überquerte den Panidersattel mit einem Vorsprung von rund 10 Sekunden, wobei auch das Hauptfeld um den gesamtführenden Tadej Pogačar (UAE Team Emirates) nur noch rund 40 Sekunden zurücklag.
Rund fünf Kilometer vor dem Ziel schlossen die drei Verfolger zu Julian Alaphilippe auf, ehe sie die anschließende Schlusssteigung mit einem Vorsprung von rund 30 Sekunden in Angriff nahmen. Als erster Fahrer griff nun Ewen Costiou an, ehe er von Giulio Pellizzari eingeholt und distanziert wurde. Dahinter trat Tadej Pogačar an und holte rasch die abgehängten Ausreißer ein, ehe er auf dem letzten Kilometer auch an Giulio Pellizzari vorbei ging. Dahinter bekam Geraint Thomas (Ineos Grenadiers) Schwierigkeiten und musste Daniel Felipe Martínez (Bora-hansgrohe) ziehen lassen. Schlussendlich gewann Tadej Pogačar seine fünfte Etappe mit einem Vorsprung von 16 Sekunden vor Giulio Pellizzari, der sich knapp vor Daniel Felipe Martínez ins Ziel rettete. Hinter dem vierten Christian Scaroni folgte Antonio Tiberi (Bahrain Victorious) mit einem Rückstand von 33 Sekunden, der so fünf Sekunden auf den nach ihm ankommenden Thymen Arensman (Ineos Grenadiers) herausfuhr. Geraint Thomas erreichte das Ziel zeitgleich mit Ben O’Connor (Decathlon AG2R La Mondiale). Beide verloren 49 Sekunden auf den Etappensieger.
In der Gesamtwertung baute Tadej Pogačar seinen Vorsprung weiter aus und lag nun sieben Minuten und 18 Sekunden vor Daniel Felipe Martínez, der Geraint Thomas auf den dritten Gesamtrang verdrängte. Die beiden trennten jedoch nur 22 Sekunden. Ben O’Connor wies als Gesamtvierter einen Rückstand von einer Minute und zwei Sekunden auf das Podium auf. Hinter dem Australier folgten mit Antonio Tiberi und Thymen Arensman die beiden Anwärter auf das Weiße Trikot des besten Nachwuchsfahrers, die ebenfalls nur durch 24 Sekunden getrennt waren. In der Bergwertung lag weiterhin Tadej Pogačar an der Spitze, wobei er mehr als doppelt so viele Punkte wie sein erster Verfolger, Christian Scaroni, aufwies. In der Punktewertung lag weiterhin Jonathan Milan (Lidl-Trek) an der Spitze, während das Decathlon AG2R La Mondiale Team die Führung in der Mannschaftswertung übernahm. Neben den beiden nicht-Startern schieden auch Benjamin Thomas (Cofidis) und Julius van den Berg (dsm-firmenich PostNL) aus, womit noch 146 Fahrer im Rennen verblieben.

## Ergebnis
| \| Etappenergebnis \| Etappenergebnis \| Etappenergebnis \| Etappenergebnis \| Etappenergebnis \| \| Fahrer \| Fahrer \| Land \| Team \| Zeit \| \| --------------- \| ---------------------- \| --------------- \| ----------------------------- \| --------------- \| \| 1. \| Tadej Pogačar \| Slowenien \| UAE Team Emirates \| 2 h 49 min 37 s \| \| 2. \| Giulio Pellizzari \| Italien \| VF Group-Bardiani CSF-Faizanè \| + 16 s \| \| 3. \| Daniel Felipe Martínez \| Kolumbien \| Bora-Hansgrohe \| + 16 s \| \| 4. \| Christian Scaroni \| Italien \| Astana Qazaqstan Team \| + 31 s \| \| 5. \| Antonio Tiberi \| Italien \| Bahrain Victorious \| + 33 s \| \| 6. \| Thymen Arensman \| Niederlande \| Ineos Grenadiers \| + 38 s \| \| 7. \| Damiano Caruso \| Italien \| Bahrain Victorious \| + 39 s \| \| 8. \| Michael Storer \| Australien \| Tudor Pro Cycling Team \| + 42 s \| \| 9. \| Ewen Costiou \| Frankreich \| Arkéa-B&B Hotels \| + 42 s \| \| 10. \| Valentin Paret-Peintre \| Frankreich \| Decathlon-AG2R La Mondiale \| + 45 s \| |                        |             |                               |                 |
| |                        |             |                               |                 |
| Quellen: ProCyclingStats Cycling Quotient |                        |             |                               |                 |
| Etappenergebnis |                        |             |                               |                 |
| Fahrer | Fahrer                 | Land        | Team                          | Zeit            |
| 1. | Tadej Pogačar          | Slowenien   | UAE Team Emirates             | 2 h 49 min 37 s |
| 2. | Giulio Pellizzari      | Italien     | VF Group-Bardiani CSF-Faizanè | + 16 s          |
| 3. | Daniel Felipe Martínez | Kolumbien   | Bora-Hansgrohe                | + 16 s          |
| 4. | Christian Scaroni      | Italien     | Astana Qazaqstan Team         | + 31 s          |
| 5. | Antonio Tiberi         | Italien     | Bahrain Victorious            | + 33 s          |
| 6. | Thymen Arensman        | Niederlande | Ineos Grenadiers              | + 38 s          |
| 7. | Damiano Caruso         | Italien     | Bahrain Victorious            | + 39 s          |
| 8. | Michael Storer         | Australien  | Tudor Pro Cycling Team        | + 42 s          |
| 9. | Ewen Costiou           | Frankreich  | Arkéa-B&B Hotels              | + 42 s          |
| 10. | Valentin Paret-Peintre | Frankreich  | Decathlon-AG2R La Mondiale    | + 45 s          |

## Gesamtstände
| \| Gesamtwertung \| Gesamtwertung \| Gesamtwertung \| Gesamtwertung \| Gesamtwertung \| \| Fahrer \| Fahrer \| Land \| Team \| Zeit \| \| ------------- \| ---------------------- \| ---------------------- \| -------------------------- \| ---------------- \| \| 1. \| Tadej Pogačar \| Slowenien \| UAE Team Emirates \| 59 h 01 min 09 s \| \| 2. \| Daniel Felipe Martínez \| Kolumbien \| Bora-Hansgrohe \| + 7 min 18 s \| \| 3. \| Geraint Thomas \| Vereinigtes Königreich \| Ineos Grenadiers \| + 7 min 40 s \| \| 4. \| Ben O’Connor \| Australien \| Decathlon-AG2R La Mondiale \| + 8 min 42 s \| \| 5. \| Antonio Tiberi \| Italien \| Bahrain Victorious \| + 10 min 09 s \| \| 6. \| Thymen Arensman \| Niederlande \| Ineos Grenadiers \| + 10 min 33 s \| \| 7. \| Romain Bardet \| Frankreich \| Team dsm-firmenich PostNL \| + 12 min 18 s \| \| 8. \| Filippo Zana \| Italien \| Team Jayco AlUla \| + 12 min 43 s \| \| 9. \| Einer Rubio \| Kolumbien \| Movistar Team \| + 13 min 09 s \| \| 10. \| Jan Hirt \| Tschechien \| Soudal Quick-Step \| + 14 min 07 s \| |                        |                        |                            |                  |
| |                        |                        |                            |                  |
| Quellen: ProCyclingStats Cycling Quotient |                        |                        |                            |                  |
| Gesamtwertung |                        |                        |                            |                  |
| Fahrer | Fahrer                 | Land                   | Team                       | Zeit             |
| 1. | Tadej Pogačar          | Slowenien              | UAE Team Emirates          | 59 h 01 min 09 s |
| 2. | Daniel Felipe Martínez | Kolumbien              | Bora-Hansgrohe             | + 7 min 18 s     |
| 3. | Geraint Thomas         | Vereinigtes Königreich | Ineos Grenadiers           | + 7 min 40 s     |
| 4. | Ben O’Connor           | Australien             | Decathlon-AG2R La Mondiale | + 8 min 42 s     |
| 5. | Antonio Tiberi         | Italien                | Bahrain Victorious         | + 10 min 09 s    |
| 6. | Thymen Arensman        | Niederlande            | Ineos Grenadiers           | + 10 min 33 s    |
| 7. | Romain Bardet          | Frankreich             | Team dsm-firmenich PostNL  | + 12 min 18 s    |
| 8. | Filippo Zana           | Italien                | Team Jayco AlUla           | + 12 min 43 s    |
| 9. | Einer Rubio            | Kolumbien              | Movistar Team              | + 13 min 09 s    |
| 10. | Jan Hirt               | Tschechien             | Soudal Quick-Step          | + 14 min 07 s    |

| Punktewertung | Punktewertung      | Punktewertung | Punktewertung                 | Punktewertung |
| Fahrer        | Fahrer             | Land          | Team                          | Punkte        |
| ------------- | ------------------ | ------------- | ----------------------------- | ------------- |
| 1.            | Jonathan Milan     | Italien       | Lidl-Trek                     | 284 P.        |
| 2.            | Kaden Groves       | Australien    | Alpecin-Deceuninck            | 175 P.        |
| 3.            | Tadej Pogačar      | Slowenien     | UAE Team Emirates             | 99 P.         |
| 4.            | Julian Alaphilippe | Frankreich    | Soudal Quick-Step             | 99 P.         |
| 5.            | Filippo Fiorelli   | Italien       | VF Group-Bardiani CSF-Faizanè | 98 P.         |
| 6.            | Tim Merlier        | Belgien       | Soudal Quick-Step             | 93 P.         |
| 7.            | Andrea Pietrobon   | Italien       | Team Polti Kometa             | 91 P.         |
| 8.            | Jhonatan Narváez   | Ecuador       | Ineos Grenadiers              | 63 P.         |
| 9.            | Mirco Maestri      | Italien       | Team Polti Kometa             | 58 P.         |
| 10.           | Sebastián Molano   | Kolumbien     | UAE Team Emirates             | 54 P.         |

| Bergwertung | Bergwertung            | Bergwertung | Bergwertung                   | Bergwertung |
| Fahrer      | Fahrer                 | Land        | Team                          | Punkte      |
| ----------- | ---------------------- | ----------- | ----------------------------- | ----------- |
| 1.          | Tadej Pogačar          | Slowenien   | UAE Team Emirates             | 200 P.      |
| 2.          | Christian Scaroni      | Italien     | Astana Qazaqstan Team         | 86 P.       |
| 3.          | Simon Geschke          | Deutschland | Cofidis                       | 78 P.       |
| 4.          | Daniel Felipe Martínez | Kolumbien   | Bora-Hansgrohe                | 66 P.       |
| 5.          | Nairo Quintana         | Kolumbien   | Movistar Team                 | 65 P.       |
| 6.          | Giulio Pellizzari      | Italien     | VF Group-Bardiani CSF-Faizanè | 56 P.       |
| 7.          | Valentin Paret-Peintre | Frankreich  | Decathlon-AG2R La Mondiale    | 55 P.       |
| 8.          | Julian Alaphilippe     | Frankreich  | Soudal Quick-Step             | 53 P.       |
| 9.          | Romain Bardet          | Frankreich  | Team dsm-firmenich PostNL     | 45 P.       |
| 10.         | Georg Steinhauser      | Deutschland | EF Education-EasyPost         | 42 P.       |

| Nachwuchswertung | Nachwuchswertung       | Nachwuchswertung   | Nachwuchswertung           | Nachwuchswertung |
| Fahrer           | Fahrer                 | Land               | Team                       | Zeit             |
| ---------------- | ---------------------- | ------------------ | -------------------------- | ---------------- |
| 1.               | Antonio Tiberi         | Italien            | Bahrain Victorious         | 59 h 11 min 18 s |
| 2.               | Thymen Arensman        | Niederlande        | Ineos Grenadiers           | + 24 s           |
| 3.               | Filippo Zana           | Italien            | Team Jayco AlUla           | + 2 min 34 s     |
| 4.               | Davide Piganzoli       | Italien            | Team Polti Kometa          | + 9 min 46 s     |
| 5.               | Alex Baudin            | Frankreich         | Decathlon-AG2R La Mondiale | + 16 min 08 s    |
| 6.               | Giovanni Aleotti       | Italien            | Bora-Hansgrohe             | + 23 min 18 s    |
| 7.               | Valentin Paret-Peintre | Frankreich         | Decathlon-AG2R La Mondiale | + 28 min 32 s    |
| 8.               | Kevin Vermaerke        | Vereinigte Staaten | Team dsm-firmenich PostNL  | + 53 min 20 s    |
| 9.               | Mauri Vansevenant      | Belgien            | Soudal Quick-Step          | + 53 min 36 s    |
| 10.              | Edoardo Zambanini      | Italien            | Bahrain Victorious         | + 57 min 29 s    |

| Mannschaftswertung | Mannschaftswertung            | Mannschaftswertung           | Mannschaftswertung |
| Team               | Team                          | Land                         | Zeit               |
| ------------------ | ----------------------------- | ---------------------------- | ------------------ |
| 1.                 | Decathlon-AG2R La Mondiale    | Frankreich                   | 177 h 47 min 27 s  |
| 2.                 | Ineos Grenadiers              | Vereinigtes Königreich       | + 10 min 47 s      |
| 3.                 | UAE Team Emirates             | Vereinigte Arabische Emirate | + 34 min 39 s      |
| 4.                 | Astana Qazaqstan Team         | Kasachstan                   | + 48 min 58 s      |
| 5.                 | Bora-Hansgrohe                | Deutschland                  | + 52 min 00 s      |
| 6.                 | Bahrain Victorious            | Bahrain                      | + 54 min 49 s      |
| 7.                 | VF Group-Bardiani CSF-Faizané | Italien                      | + 1 h 09 min 05 s  |
| 8.                 | Team dsm-firmenich PostNL     | Niederlande                  | + 1 h 11 min 12 s  |
| 9.                 | Movistar Team                 | Spanien                      | + 1 h 13 min 10 s  |
| 10.                | Soudal Quick-Step             | Belgien                      | + 1 h 32 min 37 s  |

## Ausgeschiedene Fahrer
- Jenthe Biermans (Arkéa-B&B Hotels): ging wegen Sturzfolgen von der 15. Etappe nicht an den Start
- Danny van Poppel (Bora-hansgrohe): ging krankheitsbedingt nicht an den Start
- Benjamin Thomas (Cofidis): gab die Etappe krankheitsbedingt auf
- Julius van den Berg (Team dsm-firmenich PostNL): gab die Etappe krankheitsbedingt auf[5]